# سامارینوواتس (نگوتین)
سامارینوواتس (به صربی: Samarinovac) یک منطقهٔ مسکونی در صربستان است که در نگوتین واقع شده‌است. سامارینوواتس ۴۶۴ نفر جمعیت دارد.